# Diosig (sit SCI)
Diosig este o arie protejată (arie specială de conservare — SAC, sit de importanță comunitară — SCI) din România, desemnată în scopul protejării biodiversității și menținerii într-o stare de conservare favorabilă a florei spontane și faunei sălbatice, precum și a habitatelor naturale de interes comunitar aflate în arealul zonei de protecție. Aceasta se află în județul Bihor, pe teritoriul administrativ al comunei Diosig și pe cel al orașului Săcueni.

## Localizare
Aria naturală se află în extremitea nord-vestică a județului Bihor (la limita de graniță cu Ungaria), în partea nord-vestică a satului Diosig, în imediata apropiere a drumului național DN19D, care leagă satul Săcuieni de localitatea Leta Mare (Létavértes, Ungaria).

## Înființare
Aria naturală a fost declarată sit de importanță comunitară prin Ordinul Ministerului Mediului și Dezvoltării Durabile Nr.1964 din 13 decembrie 2007 (privind instituirea regimului de arie naturală protejată a siturilor de importanță comunitară, ca parte integrantă a rețelei ecologice europene Natura 2000 în România) și se întinde pe o suprafață de 376,7 hectare. Situl a fost protejat și ca arie specială de conservare în mai 2022.

## Biodiversitate
Situl Diosig reprezintă o zonă (umedă) împădurită (încadrată în  bioregiune panonică) ce adăpostește vegetație arboricolă, mlaștini, turbării, terenuri arabile, pajiști și pășuni și protejează habitate de tip: Păduri ripariene mixte cu Quercus robur, Ulmus laevis, Fraxinus excelsior sau Fraxinus angustifolia, din lungul marilor râuri (Ulmenion minoris); Zăvoaie de Populus alba și Salix alba și Râuri cu maluri nămoloase cu vegetație de Chenopodion rubri și Bidention.

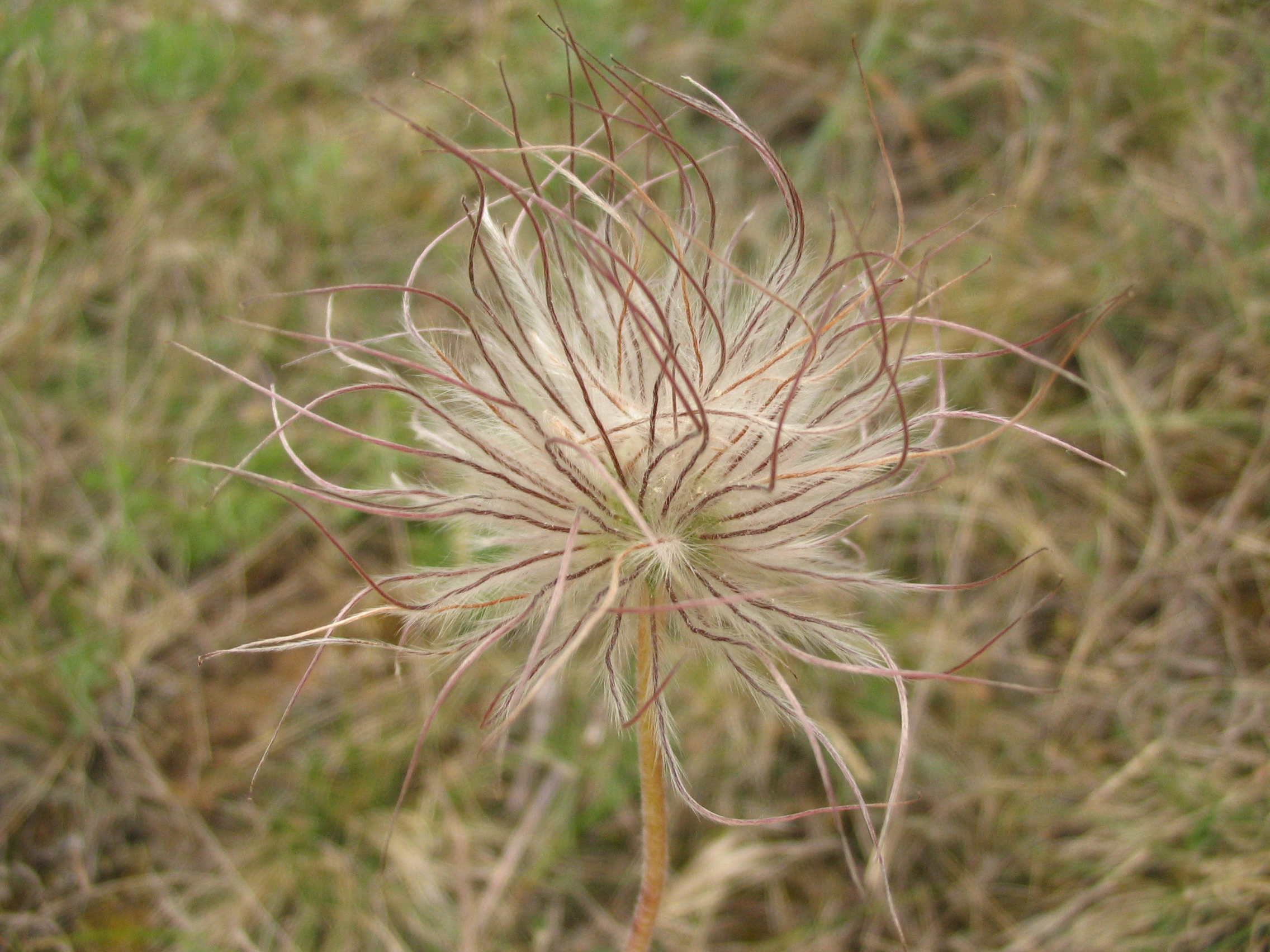
Dediței (Pulsatilla pratensis ssp. hungarica)

Flora sitului este constituită din arbori și ierburi cu specii de stejar (Quercus robur), frasin (Fraxinus excelsior), frasin de câmp (Fraxinus angustifolia), răchită (Salix alba), plop alb (Populus alba), velniș (Ulmus laevis), arin negru (Alnus glutinosa), trifoiaș-de-baltă (Marsilea quadrifolia) sau dediței (Pulsatilla pratensis ssp. hungarica).
Printre speciile faunistice semnalate în arealul sitului se află mamifere (popândău comun - Spermophilus citellus), amfibieni cu specii de:  triton cu creastă (Triturus cristatus, specie aflată pe lista roșie a IUCN), broască râioasă verde (Bufo viridis), brotacul verde de copac (Hyla arborea), broasca de pământ (Pelobates fuscus), broasca-roșie-de-pădure (Rana dalmatina), broasca-roșie-de-munte (Rana temporaria), broasca mare de lac (Rana ridibunda), reptile (năpârcă - Natrix natrix) sau pești (caracudă, mântuș).

## Căi de acces
- Drumul național DN19 pe ruta: Oradea - Biharia - Satu Nou - Tămășeu - Roșiori - Diosig.

## Atracții turistice
În vecinătatea sitului se află mai multe obiective de interes turistic (lăcașuri de cult, monumente istorice, arii protejate, zone naturale, situri arheologice), astfel:
- Castelul Zichy din Diosig, construcție 1701, monument istoric[13]
- Așezare fortificată "Insula Cetății" din satul Diosig (Epoca bronzului)
- Valea Ierului